# P.Y.T. (Pretty Young Thing)
P.Y.T. (Pretty Young Thing) is een nummer van de zanger Michael Jackson uit 1982, afkomstig van zijn album Thriller. Het is tevens het zevende (en laatste) nummer van dat album dat is uitgebracht als single.
Oorspronkelijk is het nummer geschreven door James Ingram. Producer Quincy Jones wilde er echter meer tempo in hebben dus herschreef hij het. Uiteindelijk kwam die laatste versie ook op het album Thriller. De originele versie staat wel op het album Michael Jackson: The Ultimate Collection.
In de hitlijsten was P.Y.T. niet zo’n grote hit als zijn voorgangers. In de Verenigde Staten behaalde het nummer de tiende plaats in de hitlijsten, in Nederland kwam het niet verder dan nummer 13.

## NPO Radio 2 Top 2000
| Nummer met noteringen in de NPO Radio 2 Top 2000 | '14  | '15  | '16  | '17  | '18  | '19  | '20  |
| ------------------------------------------------ | ---- | ---- | ---- | ---- | ---- | ---- | ---- |
| P.Y.T. (Pretty Young Thing)                      | 1950 | 1750 | 1844 | 1858 | 1197 | 1698 | 1818 |

1. ↑  Een vetgedrukt getal geeft de hoogste notering aan.
2. ↑  2014 was het eerste jaar met een notering voor dit nummer.
3. ↑  Deze tabel is bijgewerkt tot en met de laatste editie (2024).

## Trivia
- Het refrein van het nummer wordt ook gebruikt in het nummer “I Wanna Love U” van Memphis Bleek.
- La Toya en Janet Jackson zijn in dit nummer de achtergrondzangeressen.
- De afkorting 'P.Y.T.' wordt ook gebruikt in het nummer 'D.A.N.C.E.' van de Franse band Justice.